# Megaderma spasma
Il falso pipistrello vampiro minore (Megaderma spasma  Linnaeus, 1758) è un pipistrello della famiglia dei Megadermatidi diffuso nel Subcontinente indiano, Indocina, Indonesia e Filippine.

## Descrizione

### Dimensioni
Pipistrello di medio-piccole dimensioni, con la lunghezza della testa e del corpo di 65,1 mm, la lunghezza dell'avambraccio tra 56 e 63 mm, la lunghezza del piede tra 30 e 42 mm, la lunghezza delle orecchie tra 35 e 40 mm e un peso fino a 28 g.

### Aspetto
La pelliccia è lunga ed eretta. Le parti superiori sono grigio-bluastre fumose, mentre le parti ventrali sono grigio-brunastre. Il muso è lungo e cilindrico, con la mandibola che si estende oltre la mascella. La foglia nasale è lunga ed eretta, con la porzione anteriore grande, circolare e con il bordo inferiore saldato al labbro superiore, mentre la porzione posteriore ha i bordi leggermente convessi e un rilievo che la attraversa longitudinalmente. Gli occhi sono moderatamente grandi. Le orecchie sono grandi, ovali, unite anteriormente lungo il margine interno per circa la metà della loro lunghezza. Il trago è lungo, largo e bifido. È privo di coda, mentre l'uropatagio ed il calcar sono ben sviluppati.

### Ecolocazione
Emette ultrasuoni ad alto ciclo di lavoro sotto forma di brevi impulsi multi-armonici a frequenza modulata con frequenza iniziale a 73,92±17,8 kHz, finale a 30,65±15,03 kHz e massima energia a 72,99±12,524 kHz.

## Biologia

### Comportamento
Si rifugia in piccoli gruppi, tra 4 e 27 esemplari, all'interno di grotte, tunnel e cavità degli alberi. L'attività predatoria inizia mezz'ora dopo il tramonto volando velocemente e in prossimità del terreno.

### Alimentazione
Si nutre principalmente di falene e cavallette.

### Riproduzione
In India gli accoppiamenti avvengono in dicembre e gennaio. Le femmine danno alla luce un piccolo alla volta tra aprile e giugno. Dopo 45 giorni raggiungono le dimensioni adulte e sono completamente indipendenti dopo 2 mesi. I due sessi vivono insieme durante tutto l'anno.

## Distribuzione e habitat
Questa specie è diffusa nel Subcontinente indiano, Indocina, Indonesia e Filippine.
Vive in aree umide e dense foreste umide tropicali fino a 1.600 metri di altitudine. Sull'isola di Palawan è stata osservata in boschi di bambù e nelle foreste primarie e secondarie.

## Tassonomia
Sono state riconosciute 17 sottospecie:
- M.s.spasma: Isole Molucche settentrionali: Halmahera;
- M.s.abditum (Chasen, 1940): Pulau Aor, Isole Perhentian, Redang e Pulau Tioman lungo le coste orientali della Penisola Malese[5];
- M.s.carimatae (Miller, 1906): Isola Karimata, lungo le coste sud-occidentali del Borneo;
- M.s.celebensis (Shamel, 1940): Sulawesi;
- M.s.ceylonense (Andersen, 1918): Sri Lanka;
- M.s.horsfieldii (Blyth, 1863): Coste occidentali degli stati indiani del Maharashtra, Karnataka, Tamil Nadu; Andhra Pradesh nord-occidentale, West Bengal sud-orientale; Bangladesh meridionale;
- M.s.kinabalu (Chasen, 1940): Borneo settentrionale;
- M.s.lasiae (Lyon, 1916): Pulau Lasia, Pulau Babi e Reusam, lungo le coste occidentali di Sumatra;
- M.s.majus (Andersen, 1918): Stati indiani dell'Assam occidentale e sud-orientale, Mizoram, Madura, Nagaland; Myanmar, Thailandia, Laos, Vietnam settentrionale e centrale; Isole Andamane, Isole Nicobare;
- M.s.medium (Andersen, 1918): Penisola Malese, Ko Tarutao, isole Riau, Sumatra settentrionale;
- M.s.minus (Andersen, 1918): Cambogia, Vietnam meridionale;
- M.s.naisense (Lyon, 1916): Nias;
- M.s.natunae (Andersen & Wroughton, 1907): Isole Natuna: Bunguran;
- M.s.pangandarana (Sody, 1936): Giava centro-meridionale;
- M.s.philippinensis (Waterhouse, 1843): Filippine: Biliran, Bohol, Busuanga, Catanduanes, Cebu, Dinagat, Guimaras, Leyte, Lubang, Luzon, Mindanao, Mindoro, Negros, Palaui, Palawan, Panay, Polillo, Siquijor e Tablas.
- M.s.siumatis (Lyon, 1916): Siumat e probabilmente Simeulue, lungo le coste occidentali di Sumatra;
- M.s.trifolium (E.Geoffroy, 1810): Giava, isole Kangean, Sumatra, Borneo, isole Tambelan, Isole Natuna: Serasan.

## Conservazione
La IUCN Red List, considerato il vasto areale, la popolazione numerosa, la presenza in diverse aree protette e la tolleranza alle foreste disturbate, classifica M.spasma come specie a rischio minimo (Least Concern)).